# NBA Sportsmanship Award
L'NBA Sportsmanship Award è un premio, istituito a partire dalla stagione 1996-1997, conferito ogni anno al giocatore che più rappresenti la sportività, la lealtà e l'etica lavorativa sul campo. È anche conosciuto come Trofeo Joe Dumars, in onore di uno dei giocatori che più hanno rappresentato questo modello di giocatore, al quale fu attribuito il premio in via inaugurale nel 1996.

## Vincitori
| * | Eletti nella Basketball Hall of Fame |

| Stagione  | Giocatore        | Nazionalità | Squadra                |
| --------- | ---------------- | ----------- | ---------------------- |
| 1995-1996 | Joe Dumars*      | Stati Uniti | Detroit Pistons        |
| 1996-1997 | Terrell Brandon  | Stati Uniti | Cleveland Cavaliers    |
| 1997-1998 | Avery Johnson    | Stati Uniti | San Antonio Spurs      |
| 1998-1999 | Hersey Hawkins   | Stati Uniti | Seattle SuperSonics    |
| 1999-2000 | Eric Snow        | Stati Uniti | Philadelphia 76ers     |
| 2000-2001 | David Robinson*  | Stati Uniti | San Antonio Spurs      |
| 2001-2002 | Steve Smith      | Stati Uniti | San Antonio Spurs      |
| 2002-2003 | Ray Allen        | Stati Uniti | Seattle SuperSonics    |
| 2003-2004 | P.J. Brown       | Stati Uniti | New Orleans Hornets    |
| 2004-2005 | Grant Hill       | Stati Uniti | Orlando Magic          |
| 2005-2006 | Elton Brand      | Stati Uniti | Los Angeles Clippers   |
| 2006-2007 | Luol Deng        | Regno Unito | Chicago Bulls          |
| 2007-2008 | Grant Hill (2)   | Stati Uniti | Phoenix Suns           |
| 2008-2009 | Chauncey Billups | Stati Uniti | Denver Nuggets         |
| 2009-2010 | Grant Hill (3)   | Stati Uniti | Phoenix Suns           |
| 2010-2011 | Stephen Curry    | Stati Uniti | Golden State Warriors  |
| 2011-2012 | Jason Kidd       | Stati Uniti | Dallas Mavericks       |
| 2012-2013 | Jason Kidd (2)   | Stati Uniti | New York Knicks        |
| 2013-2014 | Mike Conley      | Stati Uniti | Memphis Grizzlies      |
| 2014-2015 | Kyle Korver      | Stati Uniti | Atlanta Hawks          |
| 2015-2016 | Mike Conley (2)  | Stati Uniti | Memphis Grizzlies      |
| 2016-2017 | Kemba Walker     | Stati Uniti | Charlotte Hornets      |
| 2017-2018 | Kemba Walker (2) | Stati Uniti | Charlotte Hornets      |
| 2018-2019 | Mike Conley (3)  | Stati Uniti | Memphis Grizzlies      |
| 2019-2020 | Vince Carter     | Stati Uniti | Atlanta Hawks          |
| 2020-2021 | Jrue Holiday     | Stati Uniti | Milwaukee Bucks        |
| 2021-2022 | Patty Mills      | Australia   | Brooklyn Nets          |
| 2022-2023 | Mike Conley (4)  | Stati Uniti | Minnesota Timberwolves |
| 2023-2024 | Tyrese Maxey     | Stati Uniti | Philadelphia 76ers     |
| 2024-2025 | Jrue Holiday (2) | Stati Uniti | Boston Celtics         |